# Жумалиев, Кубанычбек Мырзабекович
Кубанычбек Мырзабекович Жумалиев (кирг. (Кубанычбек Мырзабекович Жумалиев); род. 26 апреля 1956, Джанги-Джольский район, Джалал-Абадская область) — киргизский государственный деятель, Премьер-министр Кыргызской Республики (1998). Учёный-физик, доктор технических наук (1992), профессор (1993), академик Национальной академии наук Кыргызской Республики, член Международной Академии информатизации, член Международной академии наук Высшей школы.
Лауреат Государственной премии Кыргызской Республики в области науки и техники.

## Биография
Кубанычбек Жумалиев родился 26 апреля 1956 годав с. Кичик-Ак-Жол Джанги-Джольского района в семье колхозников. После окончания в 1978 году Рязанского радиотехнического института работал до 1984 аспирантом, ведущим инженером, старшим научным сотрудником Фрунзенского политехнического института. В 1982 году окончил аспирантуру ФПИ.
В 1984—1986 — на комсомольской работе во Фрунзенском политехническом институте. Затем до 1988 — старший научный сотрудник ФПИ. В 1988—1992 — ведущий научный сотрудник, зав. лабораторией Института физики Академии наук Киргизской ССР.
В 1992 — исполнял обязанности директора центра НИЦ «Жалын» при Академии наук Киргизии.
Председатель Госкомитета Кыргызской Республики по науке и новым технологиям (1992—1994).
В 1994—1995 — Первый заместитель министра образования и науки Киргизии.
В 1995—1996 — Первый заместитель министра иностранных дел — Госсекретаря при Президенте Кыргызской Республики. В 1996—1998 — руководитель Администрации Президента Кыргызской Республики.
В 1998 назначен Премьер-министром Кыргызской Республики.
В 1998—2001 — Глава-губернатор администрации Джалал-Абадской области.
В 2001 назначен министром транспорта и коммуникаций Киргизии.
С февраля 2004 — исполняющий обязанности первого заместителя премьер-министра — министр транспорта и коммуникаций Кыргызской Республики. Одновременно, с февраля 2005 — представитель президента Кыргызской Республики в г. Ош.
В 2005—2009 — научный руководитель лаборатории, заведующий лабораторией Института физики Национальной Академии Наук Кыргызской Республики. В 2009—2015 — руководитель Института физико-технических проблем и материаловедения Национальной Академии Наук Кыргызской Республики, заведующий кафедрой «Информатика и вычислительная техника» Киргизского государственного технического университета (КГТУ) им. И. Раззакова.

## Научная деятельность
Научные интересы — голография, оптическая обработка информации, создание оптических и электронных приборов, разработки структур и методов обработки и хранения аэрокосмической видеоинформации для нужд различных отраслей народного хозяйства Киргизии и др.
Автор более 350 научных работ, в том числе, нескольких монографий:
- «Голографическая память» (на англ. языке, США, 1996, в соавторстве с Аскаром Акаевым),
- «Избранные лекции по оптическим компьютерам» (в соавт. с А. Акаевым, Бишкек. 1996),
- «Рельефография» (в соавт. с А.Акаевым, Бишкек, 1996),
- «Голографические системы хранения и выборки информации» (Бишкек, 2000),
- «Ввод хранения информации и голографической памяти» (Бишкек, 2002),
- «Голография и оптическая обработка информации» (Бишкек, 2003).

## Награды
- Премия Ленинского комсомола Киргизской ССР в области науки и техники (1984);
- Государственная премия Кыргызской Республики в области науки и техники;
- Заслуженный работник транспорта Кыргызской Республики;
- Юбилейная медаль «МПА СНГ. 25 лет» (29 ноября 2018 года, Межпарламентская ассамблея СНГ) — за заслуги в деле развития и укрепления парламентаризма, за вклад в развитие и совершенствование правовых основ функционирования Содружества Независимых Государств, укрепление международных связей и межпарламентского сотрудничества[1].

## Семья
Женат, имеет троих детей. Владеет английским языком.